# Widmo akustyczne
Widmo akustyczne (widmo dźwięku) – rozkład natężenia składowych dźwięku w zależności od częstotliwości tych składowych. Widma uzyskuje się metodami spektroskopii lub jako wynik analizy fourierowskiej przebiegu falowego dźwięku.
Dla fal okresowych częstotliwości tych składowych, dla których natężenie jest różne od zera, tworzą ciąg oddzielnych wartości. Rozkład taki nazywany jest widmem dyskretnym (inaczej: widmem liniowym lub prążkowym). W tym przypadku ma zastosowanie analiza przy pomocy szeregu Fouriera.
{\displaystyle p(t)=\sum _{k=0}^{\infty }A_{k}\sin(2\pi f_{k}t+\phi _{k})=\sum _{k=0}^{\infty }A_{k}\sin(2\pi f_{0}(k+1)t+\phi _{k}),}
przy czym widmem jest rozkład {\displaystyle A_{k}} w funkcji {\displaystyle k} lub {\displaystyle f.} Składnik {\displaystyle \phi _{k}} oznacza argument (fazę początkową) składowej (w ogólności nie wszystkie drgania składowe muszą się rozpoczynać w tej samej fazie). Składowa o najmniejszej częstotliwości {\displaystyle f_{0}} nazywana jest składową podstawową, pozostałe nazywane są wyższymi składowymi harmonicznymi lub harmonikami. W szeregu tym nie występuje częstotliwość {\displaystyle f=0,} gdyż odpowiada ona składowej stałej, która dla fal akustycznych jest nieistotna, jest to ciśnienie ośrodka w którym rozchodzi się fala.
Wykres widma przebiegu falowego okresowego o okresie {\displaystyle T} ma postać szeregu prążków, które odpowiadają poszczególnym składowym harmonicznym o częstotliwościach kolejno {\displaystyle f_{k}=k/T.} Wysokość każdego prążka reprezentuje amplitudę danej składowej harmonicznej – {\displaystyle A_{k}.}
Dla przebiegów falowych nieokresowych widmo zawiera ciągłe przedziały częstotliwości (widmo ciągłe); do analizy takich przebiegów stosuje się transformację Fouriera. Widmo przebiegu falowego nieokresowego ma postać funkcji ciągłej, która w ogólności może przyjmować wartości niezerowe dla wszystkich częstotliwości.